# Dromica
Dromica es un género de coleópteros adéfagos de la familia Carabidae. Descrito en 1826 por Pierre François Marie Auguste Dejean

## Especies
Contiene las siguientes especies:
- Dromica abruptesculpta W.Horn, 1914
- Dromica abukari Cassola, 1989
- Dromica albicinctella Bates, 1878
- Dromica albivittis Chaudoir, 1865
- Dromica alboclavata Dokhtouroff, 1883
- Dromica allardi Basilewsky, 1963
- Dromica allardiana Basilewsky, 1972
- Dromica ambitiosa (Peringuey, 1892)
- Dromica angolana Cassola, 1980
- Dromica angusticollis (Peringuey, 1894)
- Dromica antoniae Werner, 1998
- Dromica apicalis W.Horn, 1903
- Dromica auropunctata Quedenfeldt, 1883
- Dromica batesi (W.Horn, 1900)
- Dromica bennigseni (W.Horn, 1896)
- Dromica bertolonii (J.Thomson, 1856)
- Dromica bicostata W.Horn, 1914
- Dromica bicostulata W.Horn, 1914
- Dromica bilunata C.A.Dohrn, 1883
- Dromica borana Cassola, 1978
- Dromica brzoskai Cassola, 2002
- Dromica cassolai Schule, 2003
- Dromica citreoguttata Chaudoir, 1864
- Dromica clathrata Klug, 1834
- Dromica coarctata (Dejean, 1822)
- Dromica concinna Peringuey, 1904
- Dromica confluentesculpta W.Horn, 1913
- Dromica confusa Cassola, 1986
- Dromica consimilis Bertoloni, 1858
- Dromica convexicollis Peringuey, 1908
- Dromica cordicollis Chaudoir, 1865
- Dromica cosmemoides (W.Horn, 1914)
- Dromica costata (Peringuey, 1892)
- Dromica crassereducta W.Horn, 1909
- Dromica cristagalli (W.Horn, 1935)
- Dromica cupricollis W.Horn, 1913
- Dromica densepunctata W.Horn, 1909
- Dromica differens Cassola, 1986
- Dromica discoidalis (W.Horn, 1897)
- Dromica dobbersteini Schule & J .Moravec, 2002
- Dromica dolosa (Peringuey, 1894)
- Dromica egregia (Germar, 1843)
- Dromica elegantula (Boheman, 1848)
- Dromica elongatoplanata (W.Horn, 1922)
- Dromica endroedyi Schule & Werner, 1999
- Dromica erikssoni (Peringuey, 1892)
- Dromica erlangeri W.Horn, 1904
- Dromica ertli W.Horn, 1903
- Dromica fillcornis (W.Horn, 1898)
- Dromica flavovittata W.Horn, 1896
- Dromica formosa (Peringuey, 1894)
- Dromica fossulata Wallengren, 1881
- Dromica fundoplanata W.Horn, 1909
- Dromica furcata (Boheman, 1848)
- Dromica gibbicollis W.Horn, 1913
- Dromica gilvipes (Boheman, 1848)
- Dromica globicollis W.Horn, 1914
- Dromica gloriosa (Peringuey, 1896)
- Dromica gracilis W.Horn, 1909
- Dromica grandis Peringuey, 1892
- Dromica granulata Dokhtouroff, 1883
- Dromica grossula W.Horn, 1914
- Dromica grutii Chaudoir, 1865
- Dromica gunningi (Peringuey, 1898)
- Dromica helleri (W.Horn, 1897)
- Dromica hexastica Fairmaire, 1887
- Dromica hildebrandti W.Horn, 1903
- Dromica honesta Schule, 2003
- Dromica horii Cassola, 1986
- Dromica humeralis W.Horn, 1913
- Dromica intermediopunctata W.Horn, 1929
- Dromica invicta (Peringuey, 1894)
- Dromica ipogoroensis Schule & Wiesner, 2007
- Dromica juengeri Cassola, 1985
- Dromica junodi (Peringuey, 1892)
- Dromica kanzenzensis Cassola, 1986
- Dromica kavanaughi Cassola, 1980
- Dromica kenyana Werner, 1993
- Dromica kolbei (W.Horn, 1897)
- Dromica kudrnai Schule, 2004
- Dromica lateralis (Boheman, 1860)
- Dromica laterodeclivis W.Horn, 1929
- Dromica laticollis W.Horn, 1903
- Dromica lepida (Boheman, 1848)
- Dromica lepidula W.Horn, 1903
- Dromica lerouxae (Cassola, 2002)
- Dromica leydenburgiana (Peringuey, 1898)
- Dromica limbata Bertoloni, 1858
- Dromica limpopoiana (Peringuey, 1892)
- Dromica lizieri Werner, 1996
- Dromica lunai Basilewsky, 1965
- Dromica marginella (Boheman, 1848)
- Dromica marginepunctata (W.Horn, 1908)
- Dromica marshallana (W.Horn, 1901)
- Dromica marshalli (Peringuey, 1894)
- Dromica mauchii Bates, 1872
- Dromica mesothoracica W.Horn, 1909
- Dromica minutula Schule, 2004
- Dromica mirabilis Cassola, Schule & Werner, 2000
- Dromica miranda (Peringuey, 1896)
- Dromica moraveci Werner, 1998
- Dromica muelleri Schule, 2004
- Dromica murphyi Werner, & Schule, 2001
- Dromica neavei W.Horn, 1913
- Dromica neumannl (H.Kolbe, 1897)
- Dromica nigroplagiata (W.Horn, 1926)
- Dromica nobilitata (Gerstaecker, 1867)
- Dromica oberprieleri Cassola, 1986
- Dromica octocostata Chaudoir, 1864
- Dromica oesterlei Werner, 1993
- Dromica oneili W.Horn, 1925
- Dromica passosi Basilewsky, 1974
- Dromica paulae Cassola, 2002
- Dromica pentheri (W.Horn, 1899)
- Dromica peringueyi W.Horn, 1896
- Dromica pilosifrons W.Horn, 1925
- Dromica planifrons W.Horn, 1896
- Dromica polyhirmoides Bates, 1872
- Dromica proepipleuralis (W.Horn, 1926)
- Dromica profugorum Cassola & Miskell, 2001
- Dromica prolongata W.Horn, 1903
- Dromica prolongatesignata W.Horn, 1925
- Dromica pseudoclathrata Peringuey, 1892
- Dromica pseudocoarctata W.Horn, 1925
- Dromica pseudofurcata W.Horn, 1922
- Dromica pseudotenella Cassola, 2002
- Dromica punctatissima W.Horn, 1929
- Dromica pusilla Schule, 2004
- Dromica quadricostata W.Horn, 1903
- Dromica quinquecostata W.Horn, 1892
- Dromica ramigera (Peringuey, 1892)
- Dromica rawlinsi Schule & Werner, 2001
- Dromica schaumi (W.Horn, 1892)
- Dromica schuelei Cassola, 2002
- Dromica sculpturata Boheman, 1848
- Dromica semilevis W.Horn, 1897
- Dromica seriepunctata W.Horn, 1929
- Dromica serietuberculata W.Horn, 1929
- Dromica setosipennis W.Horn, 1914
- Dromica setosula W.Horn, 1909
- Dromica sexmaculata Chaudoir, 1860
- Dromica sigrunae Werner, 1998
- Dromica similis Cassola, 1980
- Dromica somalica Cassola, 1989
- Dromica soror (W.Horn, 1935)
- Dromica specialis Peringuey, 1904
- Dromica spectabilis (Peringuey, 1892)
- Dromica spinipennis W.Horn, 1929
- Dromica stalsi Cassola, 2002
- Dromica strandi W.Horn, 1914
- Dromica stutzeri W.Horn, 1913
- Dromica tarsalis (W.Horn, 1898)
- Dromica taruensis (H.Kolbe, 1897)
- Dromica tenella (Peringuey, 1893)
- Dromica tenellula W.Horn, 1903
- Dromica termitophila Schule & Werner, 2001
- Dromica thomaswiesneri Wiesner, 2001
- Dromica traducens W.Horn, 1903
- Dromica transitoria (Peringuey, 1896)
- Dromica tricostata W.Horn, 1897
- Dromica tricostulata W.Horn, 1932
- Dromica trinotata Klug, 1834
- Dromica tuberculata Dejean, 1831
- Dromica variolata Chaudoir, 1865
- Dromica vittata Dejean, 1831
- Dromica wellmani (W.Horn, 1908)
- Dromica werneri Cassola & Schule, 2002
- Dromica zambiensis Cassola, 2002